# Eupithecia flavofasciata
Eupithecia flavofasciata är en fjärilsart som beskrevs av Foltin 1938. Eupithecia flavofasciata ingår i släktet Eupithecia och familjen mätare. Inga underarter finns listade i Catalogue of Life.